# Guangdong GZ-Power FC
Der Guangdong GZ-Power Football Club (chinesisch 广东广州豹足球俱乐部) ist ein chinesischer Fußballverein aus Guangzhou in der Provinz Guangdong. Aktuell, Stand Dezember 2024, spielt der Verein ab der Spielzeit 2025 in der zweiten Liga, der China League One.

## Geschichte
Der Verein wurde im März 2023 von der Guangzhou Automobile Industry Group sowie sieben staatlichen Unternehmen gegründet. Der Verein startete 2023 in der vierten Liga. Am Ende der Saison stieg der Verein, nachdem mehrere Vereine der dritten Liga aufgelöst wurden, in die dritte Liga auf. Am Ende der Spielzeit 2024 feierte der Verein die Meisterschaft der zweiten Liga und stieg somit in die zweite Liga auf.

## Namenshistorie
- Gründung am 23. März 2023 als Guangzhou E-Power FC
- Umbenennung am 4. März 2024 in Guangdong GZ-Power FC[1]

## Erfolge
- Chinesischer Drittligameister: 2024  ▲

## Stadion
Der Verein trägt seine Heimspiele im Huangpu Sports Center Stadium (chinesisch 黄埔体育中心) in Huangpu (chinesisch 黃埔區 / 黄埔区) aus. Das Stadion hat ein Fassungsvermögen von 12.000 Personen.

## Trainer
Stand: 20. Dezember 2024
| Trainer | von            | bis   |
| ------- | -------------- | ----- |
| Li Bing | 11. April 2023 | heute |